# Ottogi

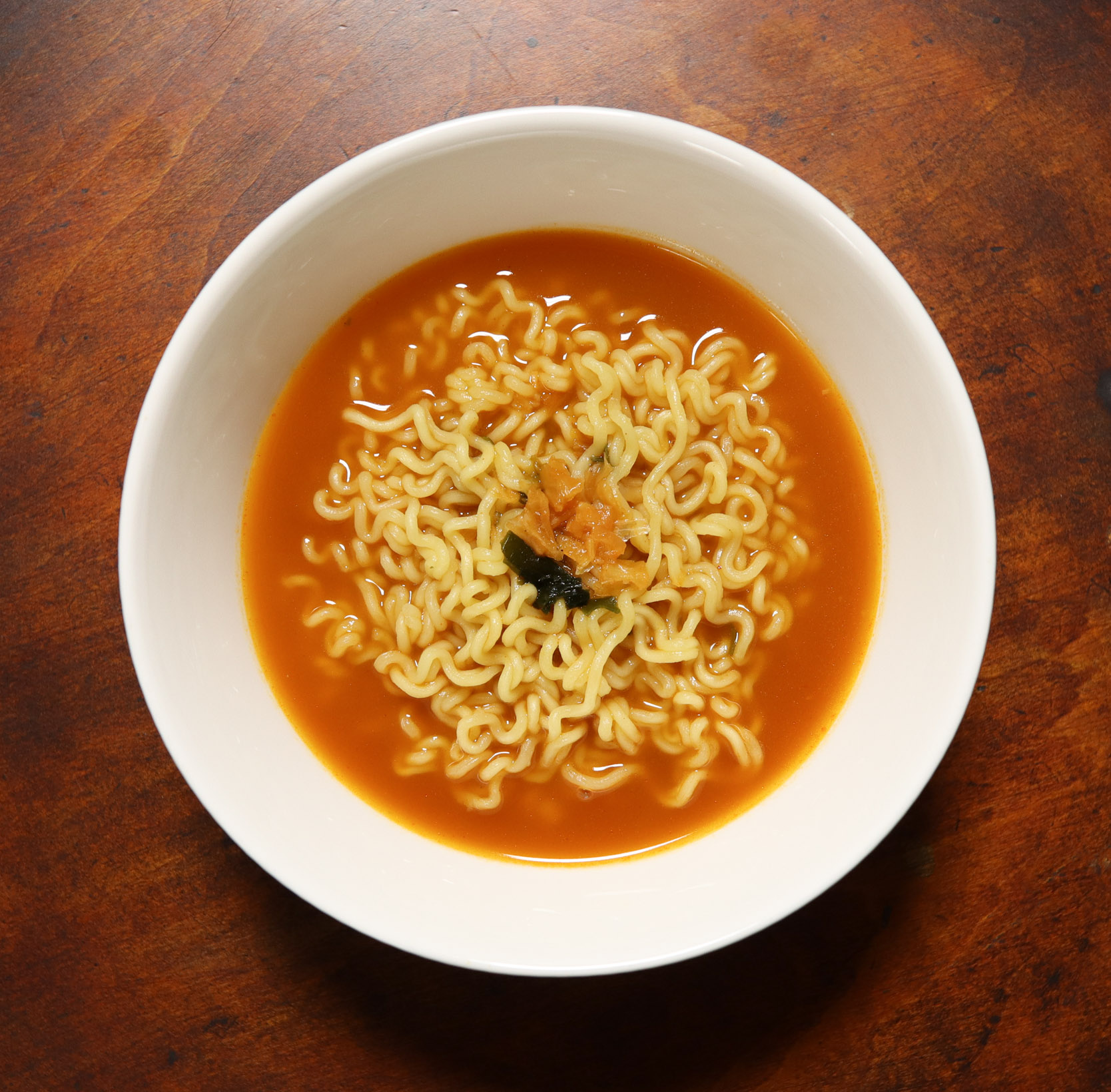

Ottogi est une entreprise agroalimentaire sud-coréenne basée à Anyang, Gyeonggi.